# Хван О Сон
Хван О Сон (кор. 권오손; 3 февраля 1959, Южная Корея) — южнокорейский футболист и футбольный тренер.

## Карьера
Выступал за ряд корейских команд. В составе клуба "Лаки Голдстар" становился чемпионом страны. Вызывался в состав сборной Южной Кореи. Вместе с ней защитник в 1980 году доходил до финала Кубка Азии.
Став тренером Хван О Сон долгое время возглавлял на родине клуб "Сеул Метрополитен Говермент". С 2007 года специалист работает в Брунее. За это время он неоднократно возглавлял юношеские, молодежные и главную сборную страны.

## Достижения

### Национальные
- Чемпион Южной Кореи (1): 1985.
- Вице-чемпион Южной Кореи (1): 1986.

### Международные
- Серебряный призер Кубка Азии (1): 1980.